# 교황 에우제니오 2세
교황 에우제니오 2세(라틴어: Eugenius PP. II, 이탈리아어: Papa Eugenio II)는 제99대 교황(재위: 824년 5월 11일 ~ 827년 8월 27일)이다. 또 다른 후보자였던 진지노(Zinzinnus)는 서민들과 프랑크 황제 루트비히 1세의 아들 로타르 1세의 지지를 받았으며, 후임 교황으로 선출되기 위해 일부러 사제 서품을 받았다. 로타르 1세는 이 기회를 이용하여, 교황청 관료들이 저지르는 수많은 비행을 바로잡고, 귀족들에게 교황 선출 권한을 부여하며, 프랑크 황제의 승인을 받기 전에는 선출된 교황이 착좌하지 못하도록 하려고 하였다.

## 교황 선출
에우제니오 2세는 824년 6월 6일 교황 파스칼 1세의 뒤를 이어 새 교황으로 선출되었다. 전임 교황은 권세가 날로 치솟는 로마 귀족들을 제어하고자 했는데, 그 이유는 그들이 교황에게 반대하는 자신들의 입지를 강화하기 위해 프랑크 제국의 지지를 받고 있었기 때문이다. 769년 교황 스테파노 3세 치세에 로마 주교회의에서 교황 선거에 있어서 귀족들은 아무런 권한도 행사할 수 없다고 규정했음에도 불구하고 귀족들은 자신들이 지지하는 후보를 내세웠으며, 로마 교회의 성직자단은 이를 물리치고 전임 교황 파스칼 1세의 정책을 지속적으로 이어받을 후임 교황으로서 당시 아벤티노 언덕의 산타 사비나 성당의 수석사제였던 에우제니오를 선출하여 주교좌에 아무 탈 없이 착좌하는데 성공하였다. 에우제니오에 대해 《교황 연대표》의 초기 판본에서는 보에문드의 아들이라고 기록하였지만, 정확성을 높인 근래의 개정판에서는 그의 부친이 어떤 이름이었는지에 대한 내용이 빠져 있다. 에우제니오는 로마 교회의 수석사제로 지내는 동안, 자신에게 주어진 임무를 매우 성실하게 수행했다고 전해진다. 그가 교황으로 선출된 것을 기념하기 위해, 16세기 후반에 과거 그가 부임했던 본당인 산타 사비나 성당에 그의 이름을 새긴 아름다운 모자이크화와 금속 장식이 제작되어 오늘날까지 남아 있다. 에우제니오의 연대기 작가는 그가 소박하고 겸손한 데다가 지식이 해박하고 웅변력이 뛰어난 인물로서 평화를 사랑하고 전적으로 하느님의 마음에 드는 일들을 하는데 전력한 인물이었다고 기록하고 있다.

## 프랑크의 영향력
에우제니오 2세의 선출과 즉위는 프랑크족에 대한 승리로서 이후로도 큰 영향을 끼쳤다. 루트비히 1세 황제는 프랑크 제국의 영향력을 강화하기 위한 조치로서 자신의 아들 로타르 1세를 로마에 파견하였다. 로타르 1세와 더불어 전임 교황 재위기간 중에 추방되어 프랑크 제국으로 피신했던 로마의 귀족들도 로마로 돌아와 몰수되었던 자신들의 재산을 되찾았다. 824년 에우제니오 2세와 로타르 1세가 회담을 가진 후, 양측 간에 《로마 헌장》(Constitutio Romana)이 체결되었다. 이 헌장은 로마 시에 대한 프랑크 제국의 권리 뿐만 아니라 귀족들의 권력 제한 그리고 향후 교황이 새로 선출될 때마다 프랑크 황제의 승인 없이는 주교좌에 착좌할 수 없다는 내용이 들어 있었다.
로타르 1세가 로마를 떠나기 전에, 성화상 문제로 루트비히 1세와 동로마 제국에서 온 사절단이 로마에 찾아왔다. 동로마 황제 미하일 2세는 처음에는 성화상 공경에 대해 관대한 입장이었는데, 이는 제국의 위대한 신학자였던 스투디오스의 테오도로가 미하일 2세에게 성화상 공경의 정당성을 옹호하면서 “우리(콘스탄티노폴리스 교회)는 하느님의 교회들의 머리인 로마와 나머지 세 총대주교들과 일치해야 합니다.”라고 권면하는 글을 썼기 때문이다. 테오도로는 또한 미하일 2세에게 초대 교회 때부터 내려온 관습에 대한 로마의 결정에 확신을 가질 것을 주문하였다. 그러나 미하일 2세는 얼마 지나지 않아 자신의 입장을 번복하고 성화상을 공경하는 기독교인들을 강력하게 탄압하고 나섰다. 그리고 자신의 정책에 프랑크 제국의 루트비히 1세가 동의하고 협조하도록 하기 위해 노력하였다. 미하일 2세는 또한 성화상 공경 문제에 대해 상의하기 위해 교황에게 사절들을 파견하였다. 미하일 2세의 요청을 받은 루트비히 1세는 교황에게 다른 주교들과 사제들과 이 문제를 논의한 끝에 결정을 내려달라고 요청하였다. 그가 사전에 교황에게 자문을 구한 이유는 동로마 제국 측에서 제기한 요청에 대한 대답을 자세히 설명하기 위함이었다. 에우제니오 2세는 루트비히 1세의 요청을 받아들여, 825년 파리에서 주교들이 모여 이 문제를 검토할 것을 지시하였으나 너무나 무능한 인물들이었다. 그들이 참고한 교부들의 문헌은 제대로 정리되지 못하고 뒤죽박죽된 상태에다가 민잔 전승도 다수 포함되어 있었으며, 성화상 문제에 대한 그들의 결정과 교황의 지시대로 그들이 동로마 제국에 서신 내용 모두 제2차 니케아 공의회의 교령들에 대해 완전히 잘못 이해한 것에서 근거한 것이었다. 그들이 성화상 문제에 대해 어떠한 결과를 내렸는지에 대해서는 전해내려오고 있지 않다.
에우제니오 2세 재위기간 중에 로마에 지방 공의회가 소집되어, 교회 규율 회복을 위한 몇 가지 법률이 제정되었으며, 학교와 사제단을 설립하기 위한 기초를 마련하였으며, 성직자들이 세속적인 옷을 입거나 세속적인 직업에 종사하는 것을 금지하기로 결의하였다. 또한, 에우제니오 2세는 가난한 사람들과 미망인들, 고아들이 잘 보살핌을 받을 수 있도록 각종 복지 정책을 실행하여, ‘민중의 아버지’라는 별명을 얻었다. 교황은 827년 8월 27일에 선종하였다.
한편 826년 에우제니오 2세는 62명의 주교들이 참석한 가운데 로마에 소집된 지방 공의회를 통해 38가지 징계 조항을 재가하였다. 이 때 재가된 법령들 가운데 일부는 에우제니오 2세가 학문의 진일보를 고려했다는 점을 알려주고 있어 주목할 만하다. 무지한 주교들과 사제들은 성무를 집전하는데 충분한 지식을 습득하기 전까지 성무 활동이 보류되었을 뿐만 아니라, 교육이 미흡하거나 열성적이지 않은 일부 지역의 경우 주교 관저 및 주교좌 성당 등에 전문 교사들이 배속되도록 하였다. 에우제니오 2세는 또한 북유럽 주민들에 대한 안스가리오의 선교 활동을 돕기 위해 공개적인 자리에서 그와 그의 동료들을 칭찬하였다. 에우제니오 2세 재위기간 동안 발행되었던 주화들을 보면 그의 이름과 더불어 루트비히 1세 황제의 이름이 함께 새겨져 있다. 사후 그가 당시 교회의 관례에 따라 성 베드로 대성전에 안장되었을 것으로 추정되지만, 아직까지 이를 확인한 문헌 기록이 발견되어 있지 않다.